# Referendum na Węgrzech w 1990 roku
Referendum na Węgrzech w 1990 roku odbyło się 29 lipca. Węgrzy decydowali nad zmianą sposobu wyboru prezydenta z wyboru przez Zgromadzenie Narodowe na wybór bezpośredni. Spośród głosujących 85,9% poparło bezpośredni wybór prezydenta, a 14,1% było przeciwko. Frekwencja wyniosła 14%, co spowodowało, że wyniki referendum nie były wiążące. Rezultatem referendum było pozostawienie wyboru prezydenta Zgromadzeniu Narodowemu.

## Wyniki
| Opcje                         | Głosy     | %    |
| ----------------------------- | --------- | ---- |
| Za                            | 926 823   | 85,9 |
| Przeciw                       | 152 076   | 14,1 |
| głosy nieważne/puste          | 9069      | –    |
| Suma                          | 1 087 968 | 100  |
| Uprawnieni/frekwencja         | 7 820 161 | 14,0 |
| Źródło: Nohlen & Stöver, 2010 |           |      |